# Dušan Špiner
Dušan Špiner, född 7 februari 1950 i Vydrník i norra Tjeckoslovakien, är en slovakisk-tjeckisk romersk-katolsk präst och biskop.
Špiner läste teologi 1916-1973 i Bratislava, och prästvigdes 9 juni 1973 av administratorn i Trnava stift, biskop Julius Gabris. Špiner verkade sedan som vanlig katolsk församlingspräst fram till 1976, när den kommunistiska regimens förföljelser mot kyrkan tilltagit. Från detta år arbetade han vid järnmalmsgruvan i Spišská Nová Ves men bibehöll i hemlighet kontakterna med den underjordiska tjeckoslovakiska kyrkan. Biskop Felix Maria Davídek biskopsvigde Špiner i hemlighet 6 oktober 1979.
Under de kommande åren använde Špiner sina tjänsteresor till att hålla kontakten med den världsvida katolska kyrkan, via Polen och kardinal Stefan Wyszynski via Rom och kurian. 1980 återgick han till att öppet verka som präst i ett par olika församlingar. 2001 disputerade han i filosofi, och blev småningom lektor vid pedagogiska fakulteten på Uniwersytet Palackiego i Olomouc i Tjeckien.
Dåvarande kardinal Ratzinger, blivande påven Benediktus XVI, bekräftade 1992 att biskopsvigningen var giltig. I anslutning till detta lovade Špiner att inte verka som biskop, utan bara som vanlig präst. Webbsajten The Hierarchy of the Catholic Church räknar honom sedan dess som biskop emeritus.
När sju kvinnor prästvigdes på en båt på Donau 29 juni 2002 hade Spiner redan i hemlighet vigt flera av kvinnorna till diakoner. Det var planerat att han skulle medverka även vid själva prästvigningen och kanske även vara den huvudsakliga vigningsbiskopen, men han uppges ha fastnat i trafiken så han inte hann fram i tid.
I april 2011 tog Špiner som en av flera representanter för den tjeckiska underjordiska kyrkan emot Herbert Haag-priset.